# 石同鼎
石同鼎（1961年12月—），河北泊头人，回族，中國武術家，六合拳第八代傳人，中国国家级非物质文化遗产沧州武术代表性传承人。

## 生平
石同鼎自幼隨身為六合拳第七代傳人的父親石光起習練六合拳。2002年出資興建「六合武館」。
自2010年起，石同鼎開始推動六合拳走入校園，他與兒子石增生編著有作為培訓教材的《六合拳進校園普及套路》。至2022年，六合拳已普及至泊头市上百所中小學。新冠疫情期間，石同鼎也利用直播平台进行教学演示。
2019年10月，來自中國各地的十四支六合拳传人齊聚泊头市交流切磋，公推由石同鼎牵头规范六合拳之套路技术、竞赛规则等内容。
現擔任泊頭市武術協會副主席、滄州市武術協會委員、泊头六合拳研究会会长等職務。